# Trough Lake
Der Trough Lake (englisch für Trogsee) ist ein See im ostantarktischen Viktorialand, der im Pyramid Trough der Royal Society Range liegt. Er gehört zum Flusssystem des Alph River.
Das New Zealand Geographic Board benannte ihn 1994 in Verbindung mit dem Talkessel des Pyramid Trough.